# Кобус-Завойская, Агнешка
Агнешка Кобус-Завойская (пол. Agnieszka Kobus-Zawojska; род. 28 августа 1990, Варшава) — польская гребчиха, выступающая за сборную Польши по академической гребле с 2008 года. Серебряный (2020) и бронзовый призёр Олимпийских игр (2016), чемпионка мира и Европы, победительница и призёр многих регат национального значения.

## Биография
Агнешка Кобус-Завойская родилась 28 августа 1990 года в Варшаве, Польша.
Дебютировала на международной арене в 2008 году, выступив в парных двойках на юниорском мировом первенстве в Линце.
Первого серьёзного успеха на взрослом международном уровне добилась в сезоне 2011 года, когда вошла в основной состав польской национальной сборной и побывала на чемпионате Европы в Пловдиве, откуда привезла награду серебряного достоинства, выигранную в зачёте парных четвёрок. При этом на чемпионате мира в Бледе сумела квалифицироваться лишь в утешительный финал B и расположилась в итоговом протоколе соревнований на восьмой строке.
На чемпионате Европы 2013 года в Севилье заняла в парных четвёрках пятое место.
В 2014 году в парных четвёрках выиграла бронзовую медаль на европейском первенстве в Белграде, тогда как на мировом первенстве в Амстердаме была восьмой.
В 2015 году выиграла две серебряные медали на отдельных этапах Кубка мира, взяла бронзу на домашнем чемпионате Европы в Познани, в то время как на чемпионате мира в Эгбелете показала в главном финале четвёртый результат.
Выиграв серебро на европейском первенстве в Бранденбурге и одержав победу на двух этапах Кубка мира, удостоилась права защищать честь страны на летних Олимпийских играх 2016 года в Рио-де-Жанейро. В составе парного четырёхместного экипажа, куда также вошли гребчихи Йоанна Лещинская, Мария Спрингвальд и Моника Цячух, финишировала в главном финале третьей позади команд из Германии и Нидерландов — тем самым завоевала бронзовую олимпийскую медаль. За это выдающееся достижение по итогам сезона была награждена серебряным Крестом Заслуги.
После Олимпиады Кобус осталась в составе гребной команды Польши и продолжила принимать участие в крупнейших международных регатах. Так, в 2017 году в парных четвёрках она победила на трёх этапах Кубка мира и стала серебряной призёркой чемпионата мира в Сарасоте.
В 2018 году отметилась победами на европейском первенстве в Глазго и на мировом первенстве в Пловдиве.
На летних Олимпийских играх 2020 в Токио в соревнованиях по академической гребле среди четвёрок парных вместе с Мартой Величко, Катажиной Зильман и Марией Сайдак завоевала серябряную медаль.